# Escut antic de Sarroca de Bellera

Escut antic de Sarroca de Bellera

Antic escut municipal de Sarroca de Bellera, al Pallars Jussà. Fou substituït el 31 d'agost del 1995 per l'escut actual, adaptat a la normativa vigent sobre símbols oficials.

## Descripció heràldica
D'atzur, un castell de tres torres d'or.